# Итороро
Итороро (на португалски: Itororó) е град и община в Източна Бразилия, щат Баия, мезорегион Централно-южна Баия, микрорегион Итапетинга. Според Бразилския институт по география и статистика през 2010 г. общината има 25 100 жители.